# ساندرا بارتکی
ساندرا لی بارتکی (به انگلیسی: Sandra Lee Bartky)(متولد ۵ مه ۱۹۳۵–۱۷ اکتبر ۲۰۱۶) استاد فلسفه و مطالعات جنسیت در دانشگاه ایلینویز شیکاگو بود. زمینه اصلی پژوهش‌های وی فمینیسم و پدیدارشناسی بود. از جمله آثار او در زمینه فلسفه فمینیستی می‌توان به مقاله «پدیدارشناسی آگاهی فمینیستی» اشاره کرد. ساندرا لی بارتکی در ۱۷ اکتبر ۲۰۱۶ در سن ۸۱ سالگی در خانه خود در سوگاتاک، میشیگان درگذشت

## تحصیلات
بارتکی دارای مدرک کارشناسی، کارشناسی ارشد و دکترا از دانشگاه ایلینوی اوربانا-شامپین بود و در دانشگاه بن، دانشگاه مونیخ و دانشگاه کالیفرنیا لس آنجلس تحصیل کرده‌بود. در سال ۱۹۹۷، بارتکی مدرک افتخاری دکترای علوم انسانی را از کالج نیوانگلند دریافت نمود.

## حرفه
ساندرا لی بارتکی کتابی با عنوان زنانگی و سلطه منتشر کرد که یکی از مورد ارجاع‌ترین آثار او به نام «فوکو، زنانگی و مدرن‌سازی قدرت پدرسالار» در این کتاب قرار دارد.
در سال ۱۹۷۱ بارتکی همچنین به تأسیس برنامه مطالعات جنسیت و زنان برای دانشگاه ایلینویز (شیکاگو) و انجمن زنان در فلسفه کمک‌کرد.

### فوکو، زنانگی و نوسازی قدرت پدرسالارانه
ساندرا لی بارتکی که فمینیست بود، در سال ۱۹۸۸ مقاله‌ای با عنوان «فوکو، زنانگی و مدرن‌سازی قدرت مردسالارانه» به‌نگارش دراورد و به جزئیات «هنجارهای» پذیرفته‌شده جامعه برای بدن و رفتار زنان پرداخت و به این نکته اشاره نمود که زنان اغلب به دلیل جثه و شکل ظاهری‌شان مورد قضاوت قرار می‌گیرند و بدن آن‌ها به‌گونه‌ای منعکس کننده شخصیت و طبیعت آنها است. با استفاده از این اطلاعات، او ایده خود را توضیح می‌دهد که چیزی تحت عنوان «بدن ایدئال زنانگی ساخته شده‌است» و بیان می‌کند که این زن کامل منعکس کننده وسواس‌ها و مشغله‌های فرهنگی جامعه موردنظر است.
بارتکی توضیح می‌دهد که بدن یک زن ایدئال با گذر زمان تغییر می‌کند و به فرهنگ وابسته است. در جامعه امروزی، اندام ایدئال بدنی است که «تنش، سینه‌های کوچک، باسن باریک و لاغری در حد لاغری» یا یک دختر که تازه به بلوغ رسیده‌است باشد. این ظاهرِ دارای شکنندگی و عدم قدرت عضلانی به زنان این امکان را می‌دهد که تصویری از ناتوانی، اطاعت و فرمانبرداری از مردان داشته باشند. از آن‌ها انتظار می‌رود برای «ساختن سینه‌ها و از بین بردن سلولیت» ورزش کنند و در پی «کاهش نقاط مشکل دار» مانند مچ پا یا ران‌های ضخیم و یک رژیم غذایی سخت باشند تا گرسنگی خود را برای حفظ اندازه و شکل خود کنترل کنند. از زنان انتظار می‌رود که همیشه پوستی نرم، لطیف، بدون مو و صاف داشته باشند، نگران زیبایی خود باشند، در کشش بدن خود مردد باشند، راه رفتنی برازنده و حالتی محدود داشته‌باشند، همیشه چشمان خود را برگردانند و وقتی می‌نشینند با دست‌ها و پاهای روی هم کوچک به‌نظر برسند. «تحت «ظلم لاغری» موجود، بزرگ یا عظیم‌الجثه شدن برای زنان ممنوع است. آنها باید کمترین فضای ممکن را اشغال کنند.»
بارتکی با استفاده از همه این قوانین استدلال می‌کند که «زنانگی چیزی است که تقریباً هر زن باید در آن شرکت کند» و اگر زنان از این روش‌شناسی سختگیرانه پیروی نکنند و این هنجارها را زیر پا نگذارند، تبدیل به «زنان رها» می‌شوند. وی بیان می‌کند که چون تفاوت بین زن و مرد اصلاً فقط تفاوت جنسی نیست، زنانگی ساخته می‌شود و با این کار جامعه یک «جسمی که با تمرین ساخته‌شده و قرار گرفتن تحت سلطه‌ای را ایجاب می‌کند که وضعیت فرودستی بر آن حک شده‌است». همه این قوانین برای اندام ایدئال زنانه نشان‌دهنده وسواس جامعه برای کنترل زنان است تا مردان قدرتمندتر ظاهر بشوند. بارتکی نتیجه می‌گیرد که «پروژه زنانگی نوعی «تنظیم» است که به چنان اقدامات بنیادین و گسترده‌ای برای دگرگونی بدنی نیاز دارد که عملاً هر زنی که خود را به آن می‌سپارد، تا حدی از قبل مشخص است که که قرار است شکست بخورد.»

### مشارکت فمینیستی
در سال ۱۹۷۷، بارتکی یکی از اعضای مؤسسه زنان برای آزادی مطبوعات شد. این مؤسسه، یک سازمان انتشارات غیرانتفاعی آمریکایی است. این سازمان برای افزایش ارتباطات بین زنان و ارتباط مردم با انواع رسانه‌های مرتبط با امور زنان کار می‌کند.